# Osvald Moberg
Karl Osvald Moberg (Estocolm, 14 de desembre de 1888 – Estocolm, 22 de desembre de 1933) va ser un gimnasta suec que va competir a primers del segle xx.
El 1908 va prendre part en els Jocs Olímpics de Londres, on guanyà la medalla d'or en la prova del concurs complet per equips, com a membre de l'equip suec.